# Macizo de Teno
El macizo de Teno es una de las tres formaciones rocosas (paleoislas) que dieron origen a Tenerife (Canarias, España). Se encuentra en la parte noroccidental de la isla, entre los municipios de Santiago del Teide, Los Silos, El Tanque y Buenavista del Norte.

## Descripción

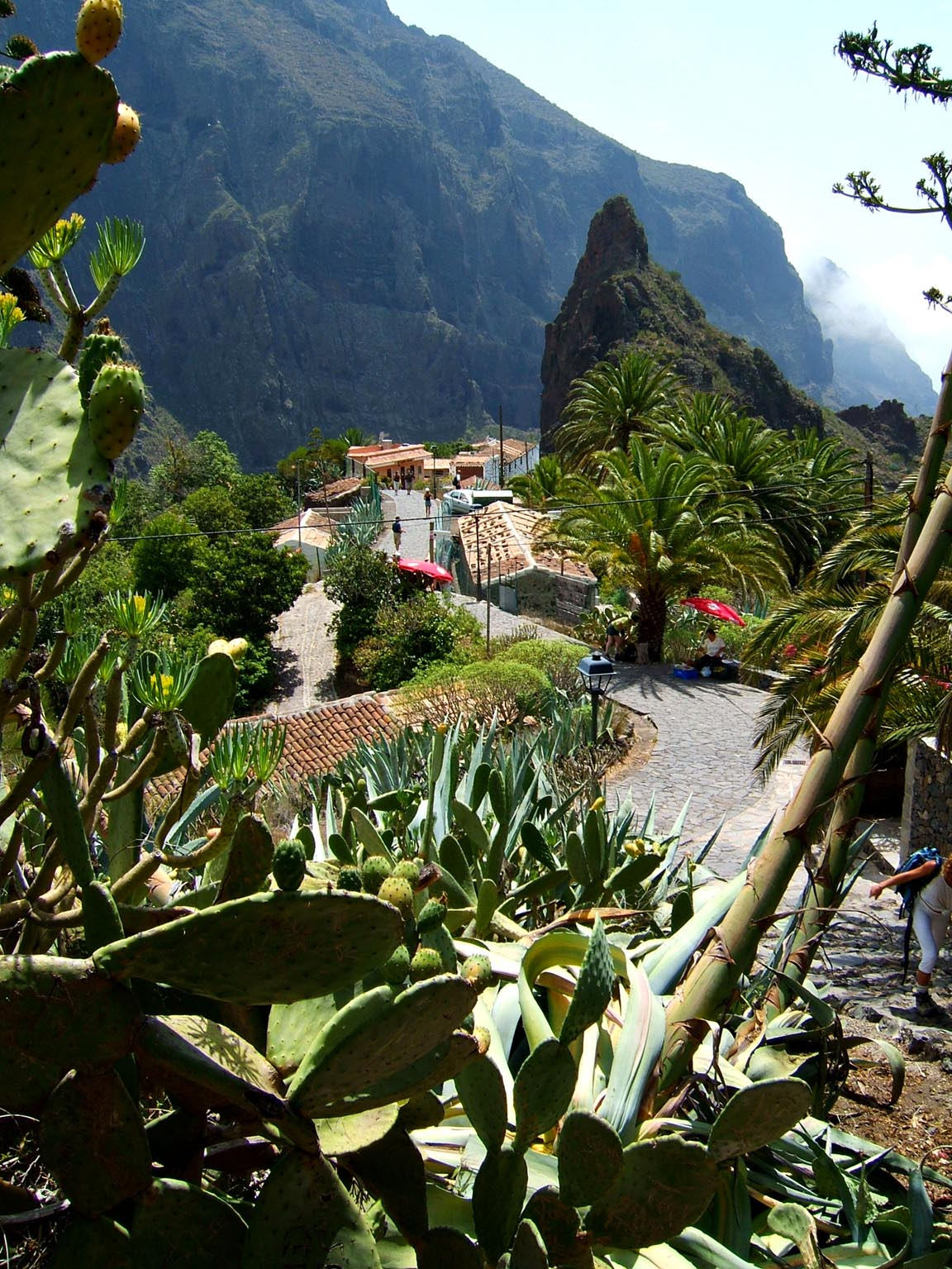
Masca.

El relieve volcánico, surgido entre hace 5 o 7 millones de años, está surcado por profundos barrancos y acaba bruscamente en el mar, en una zona conocida como Acantilado de los Gigantes, una serie de altos precipicios que se desploman sobre el mar llegando incluso a los 500 metros de desnivel. En el macizo se encuentran caseríos como Masca, Teno Alto, Los Carrizales, El Palmar, Las Portelas y Las Lagunetas en los que aún se mantienen las antiguas tradiciones agrícolas de Canarias.
El parque rural de Teno tiene 8063 hectáreas y en él se encuentran importantes monumentos basálticos, así como una importante representación de la flora canaria de casi todos sus microclimas. La gran diversidad y riqueza florística se compone además de algunos endemismos exclusivos del parque. En las zonas conocidas como Monte del Agua y Laderas del Baracán se encuentran bosques de laurisilva, vegetación exclusiva de la Macaronesia. En las zonas costeras abundan las tabaibas y los cardones. 
La Punta de Teno es el extremo más occidental de Tenerife. Es una zona de importantes recursos marínos así como una de las mejores zonas del archipiélago para practicar submarinismo. La Unión Europea declaró el Macizo de Teno como zona especial para la protección y conservación de las aves, pues en este macizo habitan importantes colonias de palomas turqué y rabiche, gavilanes, canarios, águilas pescadoras, aguilillas, cernícalos y halcones de Berbería. En la zona se encuentran restos arqueológicos de asentamientos guanches lo que demuestra que esta zona ha estado habitada desde la más remota antigüedad.